# بیزن مورتل
بیزن مورتل (به هلندی: Biezenmortel) یک منطقهٔ مسکونی در هلند است که در هارن، برابانت شمالی واقع شده‌است. بیزن مورتل ۸٫۶۸ کیلومتر مربع مساحت و ۱٬۴۶۵ نفر جمعیت دارد و ۸ متر بالاتر از سطح دریا واقع شده‌است.